# Tuca de Lliterola
La Tuca de Lliterola és un cim de 3.132 m d'altitud, amb una prominència de 20 m, que es troba al nord del Perdiguero, a la capçalera de la Vall de Lliterola, entre la província d'Osca (Aragó) i el departament de l'Alta Garona (França).